# Boneschi
La Carrozzeria Boneschi è una carrozzeria italiana fondata nel 1919, dal 1995 è un marchio del gruppo Savio e dal 2006 non ha più stabilimenti produttivi.

## Storia

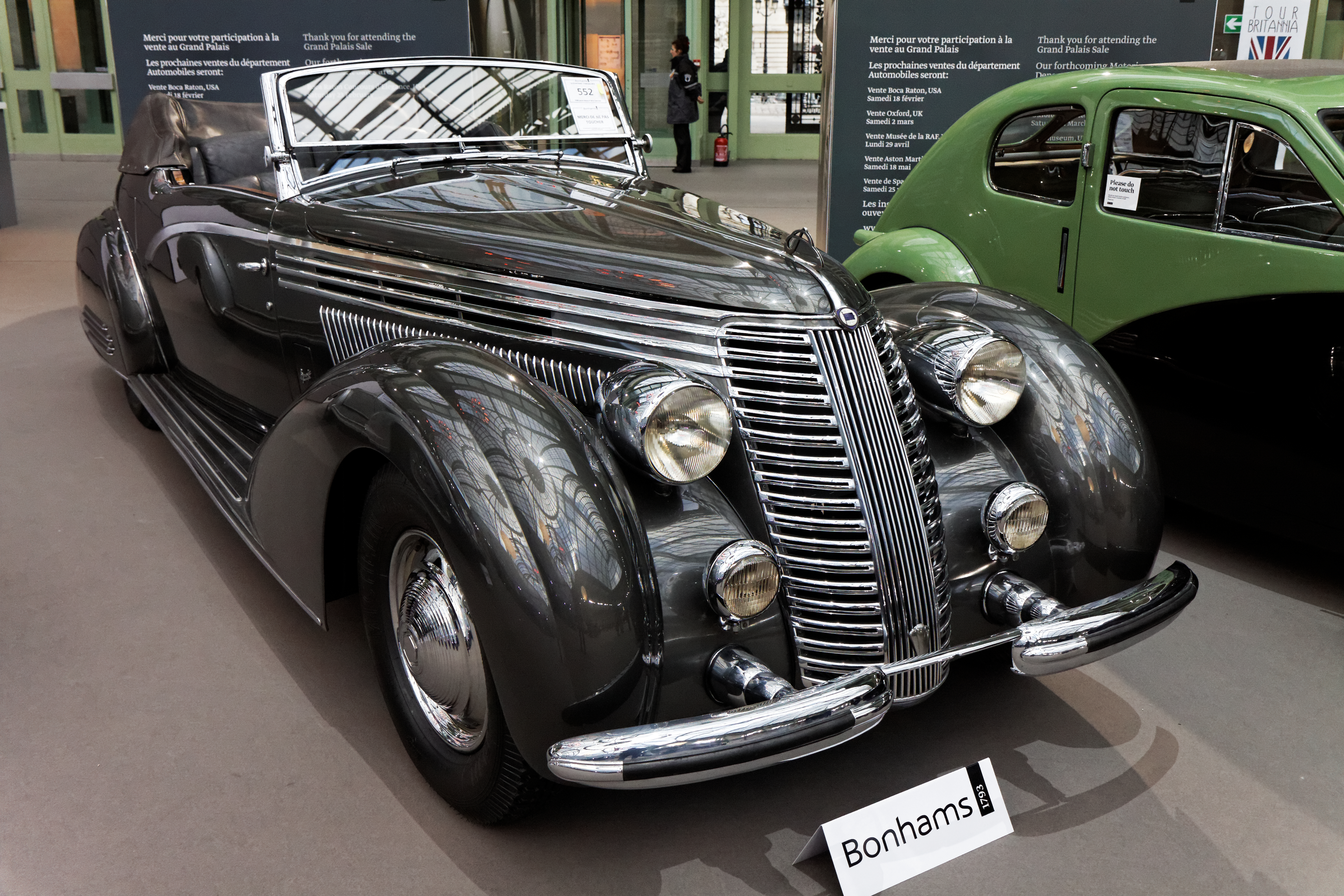
La Lancia Astura Boneschi Cabriolet del 1938

La Carrozzeria Boneschi S.r.l. fu fondata al termine della prima guerra mondiale con sede a Cambiago (MI). Il fondatore, Giovanni Boneschi, indirizzò dapprima il suo campo d'azione verso alcune autovetture di prestigio di allora, ma senza molta fortuna. Fu solo nel 1922, con il lancio dell'allora innovativa Lancia Lambda, che le cose cominciarono a cambiare. Enrico Minetti, concessionario Lancia per Milano e dintorni, incontrò il Boneschi e lo informò del suo progetto: proporre alla sua clientela di allora dei prodotti diversi dal solito, caratterizzati da carrozzerie di lusso e personalizzate. Boneschi si dimostrò interessato e di lì a poco cominciò la produzione di una serie limitata di Lancia Lambda carrozzate dallo stilista milanese.
Dopo una piccola parentesi in cui Boneschi lavorò anche per la neonata Citroën Italiana, dal 1924 al 1926, tornando poi ad occuparsi delle vetture di casa Lancia. Fu in quel periodo che Boneschi realizzò alcune delle sue più felici interpretazioni, basate sui modelli Lancia Dilambda, Astura e Aprilia.
Gli anni immediatamente precedenti allo scoppio della seconda guerra mondiale videro la carrozzeria Boneschi interessarsi anche ad una collaborazione con Alfa Romeo. Fu di questo periodo l'Alfa Romeo 6C 2500 personalizzata dal carrozziere milanese.

Autotelaio Lancia Aurelia B50 carrozzato Boneschi nel 1951

Durante la guerra l'attività fu sospesa, anche perché lo stabilimento riportò dei danni di non poco conto. Cessato il conflitto, lo stabilimento venne rimesso in sesto e l'attività riprese con una nuova interpretazione su base Alfa Romeo 6C 2500, che divenne tra l'altro un'auto di rappresentanza per alcune personalità politiche dell'epoca.
La più celebre creazione della Boneschi fu l'automobile commissionata dalla Ciba per pubblicizzare la pasta dentifricia Binaca al Giro d'Italia del 1951. Boneschi realizzò una bellissima barchetta a quattro posti su meccanica Fiat 1100 "Musone", la cui carrozzeria si ispirava chiaramente al tubetto di dentifricio.
Poco dopo, nel 1953, fu la volta dell'Alfa Romeo 1900, rivista da Boneschi e prodotta in due esemplari. Dello stesso anno è una felice interpretazione su base Lancia Aurelia B53.
Il 1957 vide ancora una volta Boneschi occuparsi di un'Alfa Romeo, per la precisione una Giulietta ricarrozzata in un'inedita veste giardinetta. Nel 1960 ancora un'Alfa, stavolta una 2600, proposta sia come coupé che come cabriolet.
Nel 1961, invece fu realizzata una bella Lancia Flaminia Spider in collaborazione con Rodolfo Bonetto. La vettura venne denominata "Amalfi".

La Flaminia "Amalfi"

Ma a questo punto l'attività nel settore automobilistico cominciò a scarseggiare, a causa della richiesta sempre meno sostenuta. Per contro, invece, divenne più pressante la richiesta relativa alle carrozzerie industriali, quelle relative ad autobus ed autocarri.

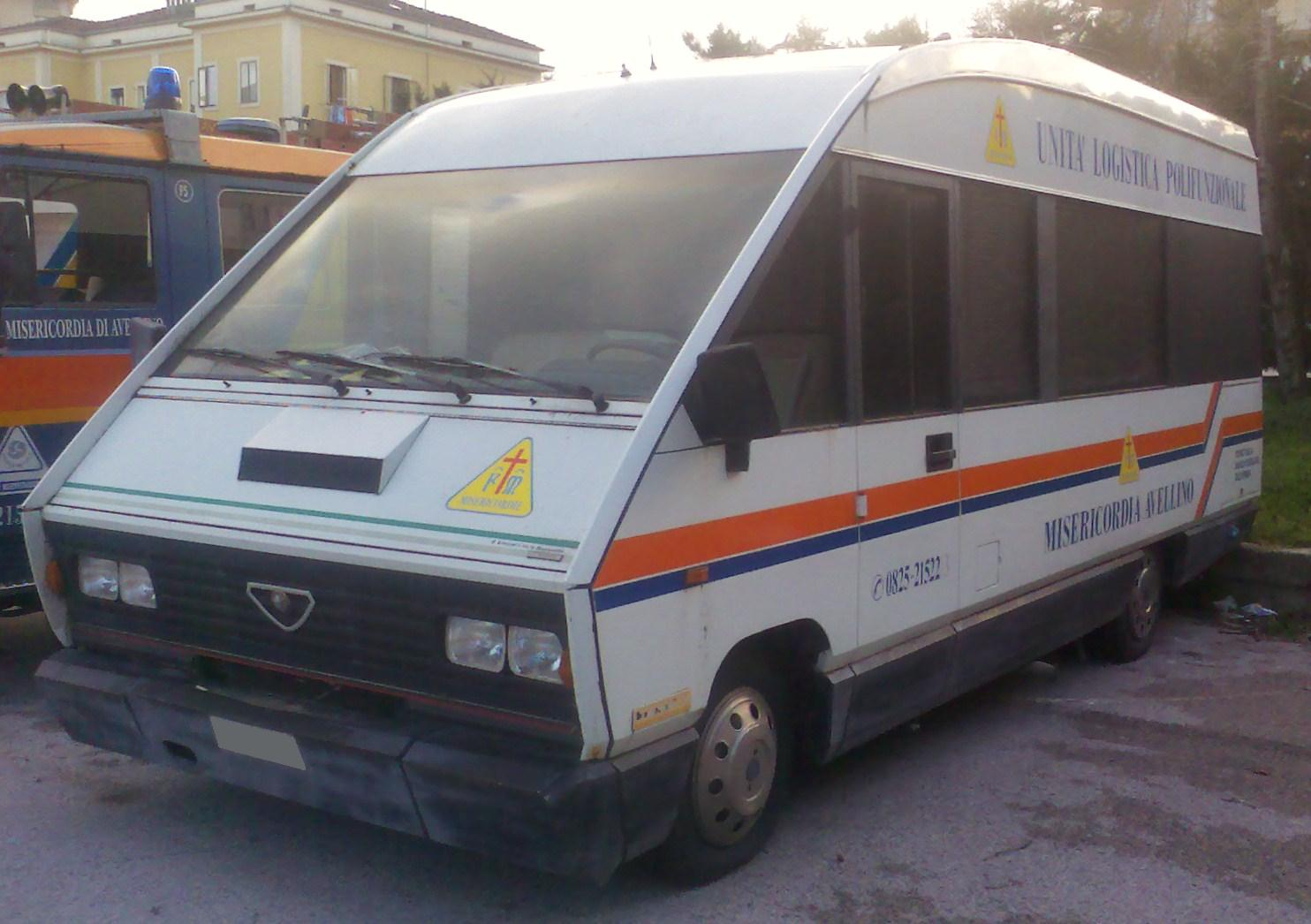
Alfa Romeo AR8 carrozzata da Boneschi come unità mobile logistico-sanitaria

Siamo a questo punto negli anni settanta: l'azienda milanese, riconvertita alle carrozzerie industriali propose alcune rivisitazioni su base Iveco ed OM. Negli anni ottanta vi fu una rivisitazione su base Lancia Thema e poi l'azienda, che non navigava più in buone acque, venne rilevata dalla Carrozzeria Savio, un'azienda torinese che con il tempo ha dovuto subire gli stessi adattamenti a scopi industriali che ha conosciuto la Boneschi stessa.
Tra gli altri marchi di cui la Boneschi si è occupata in passato vi sono la Talbot, la Rolls-Royce e la FIAT.
La Boneschi è stata attiva sia nel campo degli allestimenti sanitari, commerciali e protetti (suo è il VM90, su telaio IVECO), sia nel settore ferroviario.
Alla fine del 2006 lo stabilimento produttivo storico, sito in Cambiago è stato venduto dal Gruppo Savio, che aveva già venduto lo stabilimento di Torino. L'unica sede produttiva della società rimaneva lo stabilimento Germatex di Atessa, anch'esso poi venduto per lo scarso carico di lavoro.